# Wital Lissakowitsch
Wital Michajlawitsch Lissakowitsch (belarussisch Віталь Міхайлавіч Лісаковіч; * 8. Februar 1998 in Minsk) ist ein belarussischer Fußballspieler.

## Karriere

### Verein
Lissakowitsch begann seine Karriere beim FK Schachzjor Salihorsk. Zur Saison 2016 rückte er in den Profikader von Schachzjor. Sein Debüt in der Wyschejschaja Liha gab er im April 2016, als er am ersten Spieltag jener Saison gegen den FK Haradseja in der Nachspielzeit für Juryj Kawaljou eingewechselt wurde. In der Saison 2016 kam er zu elf Einsätzen in der höchsten belarussischen Spielklasse, in denen er ein Tor erzielte. In der Saison 2017 erzielte der Stürmer in 16 Einsätzen sechs Tore.
Im Januar 2018 wechselte er leihweise nach Kroatien zu Dinamo Zagreb, wo er für die zweitklassige Zweitmannschaft zum Einsatz kommen sollte. Bis zum Ende der Saison 2017/18 kam er zu elf Einsätzen für Dinamo II in der 2. HNL. Nach dem Ende der Leihe kehrte er im Sommer 2018 wieder nach Salihorsk zurück. Für Schazjor kam er allerdings bis zum Ende der Spielzeit 2018 nur zweimal zum Einsatz. Im Februar 2019 wurde Lissakowitsch ein zweites Mal verliehen, diesmal erneut nach Kroatien an den Erstligisten NK Rudeš. Für absolvierte er 14 Partien in der 1. HNL und erzielte dabei vier Tore, der Verein stieg am Ende der Saison 2018/19 allerdings in die 2. HNL ab.
Im Juli 2019 wurde er innerhalb Kroatiens an den NK Varaždin weiterverliehen. In Varaždin kam er zu elf Einsätzen in der 1. HNL, ehe die Leihe im Februar 2020 vorzeitig beendet wurde und der Stürmer nach Salihorsk zurückkehrte. Dort erzielte er in 17 weiteren Einsätzen neun Tore. Im August 2020 verließ er die Belarussen schließlich endgültig und wechselte nach Russland zu Lokomotive Moskau. In seiner ersten Spielzeit in der russischen Hauptstadt kam er zu 26 Einsätzen in der Premjer-Liga, in denen er zwei Tore machte. In der Saison 2021/22 kam er bis zur Winterpause zu 15 Einsätzen. Im Januar 2022 wechselte er zum Ligakonkurrenten Rubin Kasan. Für Kasan kam er bis Saisonende zu zehn Einsätzen, in denen er viermal traf. Mit den Tataren stieg er aber aus dem Oberhaus ab.
In der Saison 2022/23 machte Lissakowitsch dann 29 Spiele in der Perwenstwo FNL und erzielte dabei zehn Tore. Mit Rubin schaffte er den direkten Wiederaufstieg. Zurück in der Premjer-Liga kam er aber bis zur Winterpause zu dreimal zum Einsatz, woraufhin er im Januar 2024 innerhalb der Liga an Baltika Kaliningrad verliehen wurde. Für Baltika kam er zu zwölf Einsätzen, mit dem Team stieg er aber aus der Premjer-Liga ab. Zur Saison 2024/25 kehrte er zunächst nach Kasan zurück, ehe er im September 2024 fest von Baltika verpflichtet wurde.

### Nationalmannschaft
Lissakowitsch durchlief ab der U-17 sämtliche belarussische Jugendnationalteams. Zwischen März 2016 und November 2018 kam er zu sechs Einsätzen für die U-21-Auswahl. Im Oktober 2019 debütierte er in der A-Nationalmannschaft, als er in der EM-Qualifikation gegen Estland in der 83. Minute für Jauhen Jablonski eingewechselt wurde. Sein erstes Tor im Nationalteam erzielte er im September 2020 in der UEFA Nations League bei einem 2:1-Sieg gegen Kasachstan.

## Persönliches
Sein Bruder Dsmitryj (* 1999) ist ebenfalls Fußballspieler.